# Theodor Baierl

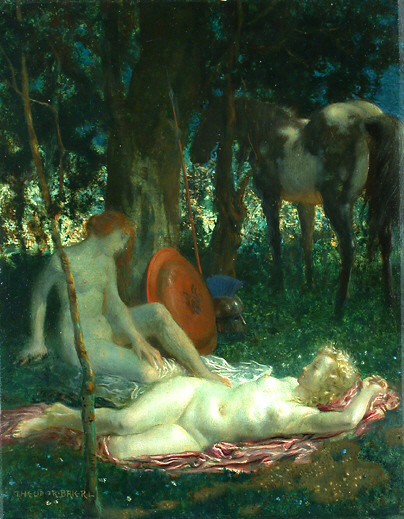
Ruhende Amazonen, Öl auf Holz, 36 × 29 cm

Theodor Baierl (* 8. November 1881 in München; † 21. Mai 1932 ebenda) war ein deutscher Maler und Freskant. Sein Grab befand sich auf dem Münchner Waldfriedhof (Alter Teil 62-W-2) und wurde 1990 aufgelassen.

## Leben und Werk
Baierl entstammte einfachen Verhältnissen. Er studierte an der Münchner Akademie bei Martin von Feuerstein, Carl von Marr, Hugo von Habermann und Franz von Stuck.
In München gehörte Baierl zur Bewegung der Münchner Sezession. Bemerkenswert ist seine Vorliebe für die Kunst des Spätmittelalters, dem Quattrocento, von der er in seiner Technik wie auch thematisch sehr stark beeinflusst war. In seinen figürlichen und Landschaftsbildern zeigen sich Einflüsse der frühen Italiener und Niederländer. Bilder wie „Ritter mit Tod“ zeigen auch eine eindeutige Hommage an Dürer.

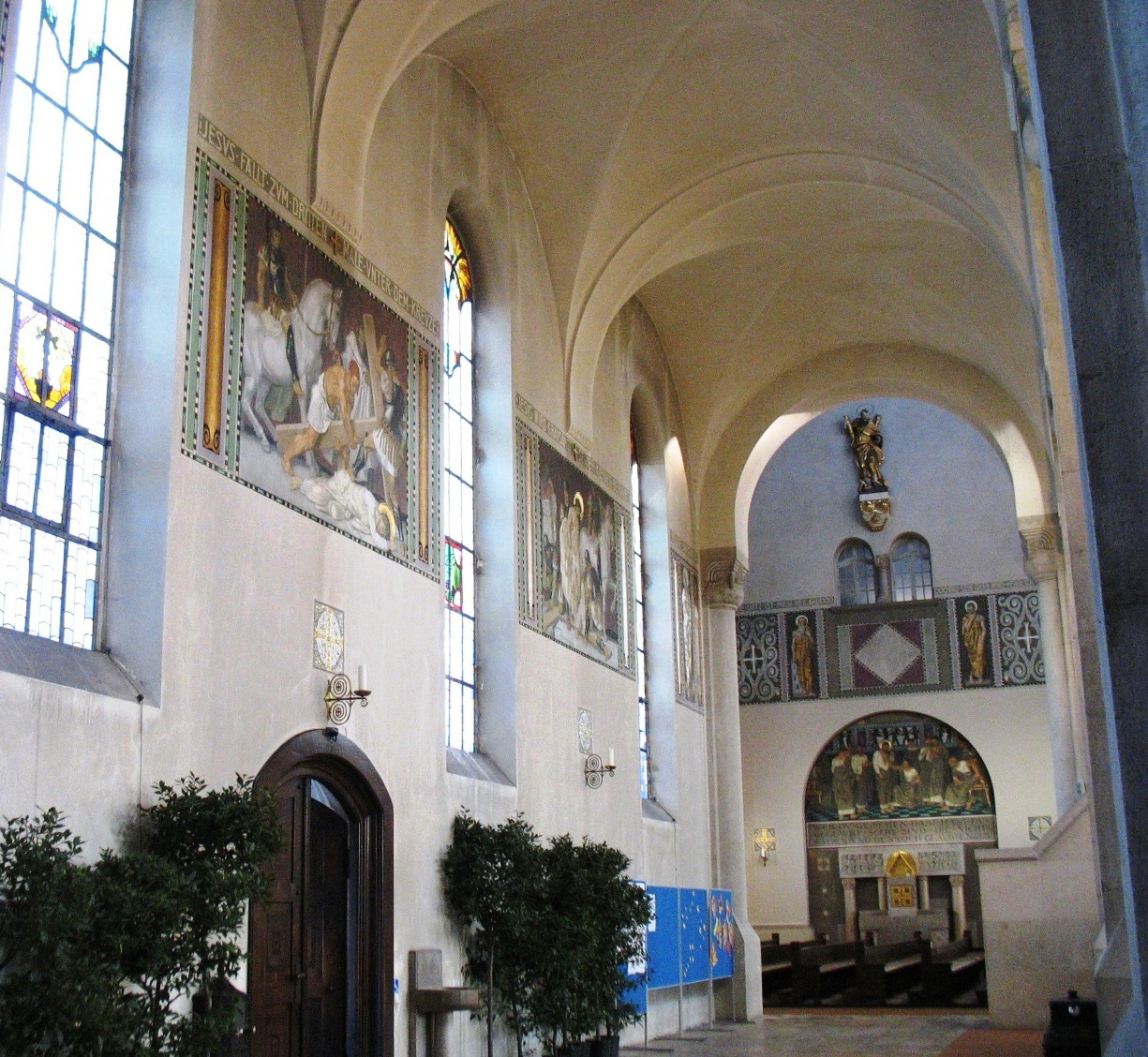
Kreuzweg (links oben), Herz-Jesu-Kirche, Augsburg

Durch die Beherrschung der altmeisterlichen Techniken war Baierl lange als Kirchenmaler äußerst beliebt. So gibt es eine ganze Reihe bayrischer Kirchen mit Altarbildern und Fresken von Baierl, denen ihr modernes Entstehungsdatum nicht immer gleich anzusehen ist. Beispiele seiner Freskenmalerei finden bzw. fanden sich in der Maximilianskirche in München (Apsis, übertüncht), Altarbilder und Kreuzwegstationen in der Stadtpfarrkirche zu Pfersee, Stadtpfarrkirche in Schweinfurt (Apsis), Altarbild in der Fuggerschen Kapelle bei Kirchheim in Schwaben (Kriegergedächtnisbild), Deckenbilder in der Pfarrkirche St. Johannes der Täufer in Mündling (1916), vorwiegend im staatlichen, aber auch privatem Auftrag. Auch als Entwurfzeichner für Glasmalerei war er tätig. Nach dem Ersten Weltkrieg und dem Ausfall der bisherigen Auftraggeber sah er sich gezwungen, sich umzuorientieren, wandte sich der Staffelmalerei zu und musste sich mit den Kunstrichtungen seiner Zeit auseinandersetzen.

## Ausstellungen
Baierl nahm in den Jahren 1920, 1922, 1925, 1927 und 1929 an den Kollektivausstellungen des Münchner Glaspalastes teil, wobei in den Ausstellungsberichten seine altmeisterlichen und überlegenen Techniken vermerkt werden. 1937, fünf Jahre nach seinem Tod, fand in Lissabon im Museu das Janelas Verdes vom 30. April bis 21. Mai 1937 eine Personalausstellung statt.